# Nikki Jayne Hamblin
Nikki Jayne Hamblin (20 de maig de 1988) és una corredora de mitjana distància de Nova Zelanda especialitzada en els 800 i 1500 metres. Nascuda a Anglaterra, Hamblin va córrer pel Club d'Atletisme Dorchester abans de marxar a Nova Zelanda el 2006. Va obtenir la ciutadania de Nova Zelanda el 2009. El 2010, Hamblin va fer el rècord de Nova Zelanda en els 1500 metres i va guanyar la medalla de plata tant en els 800 com en els 1500 metres als Jocs de la Commonwealth de 2010 a Delhi. Als Jocs Olímpics d'Estiu de 2016 de Rio de Janeiro, va rebre una considerable atenció dels mitjans de comunicació internacionals per un incident durant els 5.000 metres, on tant ella com l'americana Abbey D'Agostino van caure. Les dues dones es van ajudar per acabar juntes la cursa i se'ls va permetre competir a la final. Les atletes van ser elogiades pel seu "esperit olímpic".

## Rècords personals
| Distància   | Temps   | Data            | Ubicació             |
| ----------- | ------- | --------------- | -------------------- |
| 800 metres  | 1:59.66 | 4 setembre 2010 | Split, Croàcia       |
| 1500 metres | 4:04.82 | 22 juliol 2011  | Barcelona, Catalunya |